# Rhinella crucifer
Rhinella crucifer är en groddjursart som först beskrevs av Maximilian zu Wied-Neuwied 1821.  Rhinella crucifer ingår i släktet Rhinella och familjen paddor. IUCN kategoriserar arten globalt som livskraftig. Inga underarter finns listade i Catalogue of Life.